# Église de l'Assomption de Neuilly
L'église Notre-Dame-de-l'Assomption de Neuilly est une église située au village de Neuilly dans la commune de Valravillon, dans l'Yonne. Dédiée à l'Assomption de la Bienheureuse Vierge Marie, elle dépend pour le culte du doyenné du Jovinien de l'archidiocèse de Sens-Auxerre et elle est rattachée à la paroisse Notre-Dame-des-Trois-Vallées.

## Description
L'église Notre-Dame-de-l'Assomption est composée de trois nefs (vaisseau central et deux bas-côtés) à quatre travées de largeur inégale avec un transept non débordant et se termine par une abside à cinq pans. Un clocher carré peu élevé avec un toit à quatre pentes se dresse au nord. À l’origine, l'église ne comportait qu’une nef unique avec deux chapelles adossées et un clocher. La façade est surmontée sur son pignon d'une petite flèche cantonnée de quatre clochetons. Les voûtes sont généralement à croisée d'ogives. Le maître-autel en bois doré (1624) avec deux statues d'évêques en bois polychrome est classé. Son retable est orné de colonnes ioniques et d'un tableau de Notre-Dame du Rosaire (1781, Lemaître d'Auxerre). On remarque dans la crypte un haut-relief du XVIe siècle en bois polychrome représentant l'Assomption de la Vierge emportée au ciel par quatre anges sur un socle portant le blason de Jeanne de Courtenay qui, devenue veuve, demeurait au château de Neuilly. Un tableau représente L'Éducation de la Vierge.

## Historique

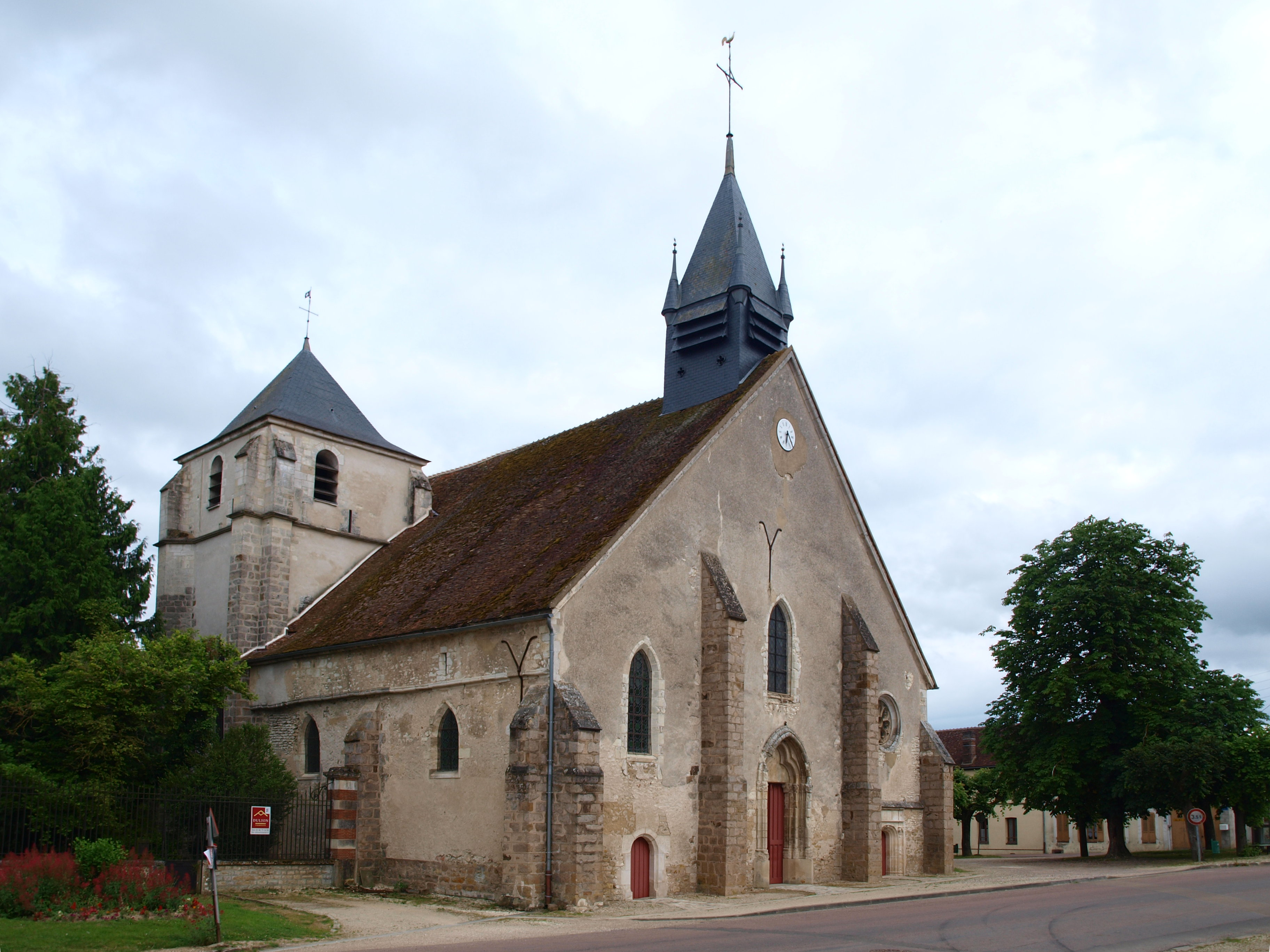
Façade et mur Nord de l'église.

Une première église est mentionnée au XIe siècle (pouillé de Sens) et confirmée au XIIe siècle, comme possession du chapitre de Sens ; mais elle est ravagée à l'époque des guerres de religion et reconstruite au XVIe siècle, pourtant des reprises sont antérieures datant du XVe siècle. Le 7 septembre 1785, un incendie détruit une partie du clocher, les cloches fondent, l’horloge est consumée. Seuls une partie de la nef et le chœur échappent à l'incendie. Dans les années 1900, l'église est restaurée par l’abbé Marchand, sous la surveillance de l’abbé Girault, spécialiste des travaux pour les églises de l'archidiocèse. La façade sur la rue est restaurée, ainsi que le chœur avec l’autel et les stalles qui est complètement réaménagé. Le 12 mai 1901, l'église est consacrée par Mgr Ardin, archevêque de Sens-Auxerre.
L'édifice est inscrit au titre des monuments historiques en 1927. Elle a connu plusieurs campagnes de restauration dont les plus importantes ont eu lieu en 1993 et en 2007.
La messe quotidienne y est célébrée en semaine un mois sur deux à 8 heures 30 et la messe dominicale un dimanche sur deux.